# Amazona guildingii
Papagaio-de-são-vincente ou papagaio-de-são-vicente (Amazona guildingii) é um papagaio de aproximadamente 30 cm de comprimento, multi-colorido e natural de São Vicente e Granadinas.